# Marjorie de Sousa
Marjorie de Sousa (Caracas, 23 de Abril de 1980) é uma atriz e modelo venezuelana, mais conhecida por seus papéis antagônicos em Amores Verdaderos e La Desalmada.

## Biografia
Nasceu em Caracas, Venezuela. É de ascendência portuguesa, espanhola e francesa.

### Carreira profissional

#### Como modelo
Aos 12 anos, Marjorie começou sua carreira fazendo comerciais para televisão e trabalhando como modelo. Em 1999, entrou no concurso de beleza Miss Venezuela nas mãos do famoso designer venezuelano Giovanni Scutaro.

#### Como atriz de telenovela
Em 2000, trabalhou em sua primeira telenovela, Amantes de luna llena, que foi produzida e transmitida pelo canal de televisão Venevisión. Em 2001, coprotagonizou a exitosa telenovela Guerra de mujeres, com a personagem Carolina, uma das mais populares da trama. Em 2002, De Sousa saliu da Venezuela para trabalhar ns telenovela Gata salvaje, uma coprodução da Venevisión e o canal hispano-americano Univisión. Nesta novela internacionalmente aclamada, interpretava Camelia Valente, uma vilã com a qual conseguiu sua projeção internacional. Ao final dessa produção, De Sousa começou a trabalhar na telenovela mexicana Mariana de la noche, produzida pela Televisa; ali sua personagem tinha o nome de Carol e igualmente era antagonista da trama. Logo, trabalhou em outra telenovela exitosa da Univision chamada Rebeca, onde interpretou Gisela. Em 2005, protagonizou a telenovela Ser bonita no basta do canal de televisão venezuelano Radio Caracas Televisión.  Um ano depois, voltou a protagonizar outra telenovela de RCTV intitulada Y los declaro marido y mujer, uma produção com temática litorânea gravada na Isla de Margarita em Venezuela. Em 2007, De Sousa participou da telenovela Amor comprado, produzida por Venevisión; onde interpretou Margot, a vilã da historia.  Dois anos depois, se converte em antagonista da telenovela Pecadora, nessa produção dividiu os créditos junto com Eduardo Capetillo e Litzy. Nessa produção também começou a descobrir seus dotes como cantora interpretando o tema musical de sua personagem e o da protagonista.

#### Êxito crítico nas telenovelas (2010–presente)
En 2010, gravou Sacrificio de mujer, junto com Luis José Santander e sob a direção de Adriana Barraza. Em 2011, fez uma participação especial em Corazón apasionado junto com Guy Ecker e Marlene Favela. Nesse mesmo ano protagonizou o vídeo da canção «Poquito a poquito» de Henry Santos, antigo membro da banda Aventura. No cinema participou dos filmes Duelos de pasarela y soltera e Sin compromiso. Em 2012, fez seu "debut" teatral em Toc Toc, uma obra de renome mundial, e recibeu as melhores críticas da industria depois de sua interpretação única e original de Lili. Nesse ano ela também recebeu o «Premio a la mejor protagonista» nos Estados Unidos por sua extraordinária actuação em Sacrificio de mujer. Foi nesse ano que Marjorie voltou à Televisa nas mãos do produtor Nicandro Díaz González na telenovela Amores verdaderos como a antagonista da história, Devido ao êxito de sua personagem na novela, ganhou o prêmio de melhor vilã em uma telenovela no Prêmio TVyNovelas. Em 2013, se uniu ao elenco da obra Perfume de Gardenia, produzida por Omar Suárez. Também participou da quarta temporada do reality show Mira quién baila, ficando em terceiro lugar.
Em 2014, teve seu primeiro papel como protagonista em uma telenovela da Televisa, na novela Hasta el fin del mundo, produção que começou protagonizando junto com Pedro Fernández, mas este abandonou o projeto devido a supostos problemas com Marjorie de Sousa, sendo substituído por David Zepeda. Depois de Hasta el fin del mundo, participou em 2016 da telenovela de Juan Osorio, Sueño de amor, onde apareceu como estrela convidada. Depois de estar ausente da televisão durante um ano, em 2017 firmou um contrato exclusivo com cadeia de televisão em espanhol Telemundo. Canal com qual gravou a telenovela Al otro lado del muro, junto com Litzy.

## Vida pessoal
Casou-se em 2004 com o ator venezuelano Ricardo Álamo divorciando-se dois anos depois.
Em janeiro de 2017 dá a luz ao seu primeiro filho Matías Gregorio com o empresário e ator argentino Julián Gil com o qual manteve uma relação intermitente desde o ano 2006 até 2017. Agora travam uma dura e midiática batalha legal pela custódia e manutenção do filho de ambos.

## Filmografia

### Telenovelas
| Ano  | Telenovela                   | Personagem                                          |
| ---- | ---------------------------- | --------------------------------------------------- |
| 2000 | Amantes de luna llena        | Mayra Robledo                                       |
| 2001 | Guerra de mujeres            | Carolina Bonilla                                    |
| 2002 | Gata salvaje                 | Camelia Valente de Arismendi                        |
| 2003 | Rebeca                       | Gisela Gidalva                                      |
| 2003 | Mariana de la noche          | Carol Montero                                       |
| 2005 | Ser bonita no basta          | Coral Torres Olavarría                              |
| 2006 | Y los declaro marido y mujer | Saioa Mujica Segarra                                |
| 2007 | Amor comprado                | Margot Salinas                                      |
| 2008 | ¿Vieja yo?                   | Estefanía Urrutia Blanco                            |
| 2009 | Pecadora                     | Samantha Savater                                    |
| 2010 | Sacrificio de mujer          | Clemencia Astudillo de Talamonti                    |
| 2011 | Corazón apasionado           | Leticia Bracamontes                                 |
| 2012 | Amores verdaderos            | Kendra Ferreti / Macaria Chávez                     |
| 2014 | Hasta el fin del mundo       | Sofía Ripoll Bandy / Sofía Fernández Bandy          |
| 2016 | Sueño de amor                | Cristina Vélez Valderrama                           |
| 2017 | Mi marido tiene familia      | Ela mesma                                           |
| 2018 | Al otro lado del muro        | Sofía Villavicencio de Martínez / Alejandra Miranda |
| 2019 | Un poquito tuyo              | Julieta Vargas                                      |
| 2021 | La desalmada                 | Julia Torreblanca de Gallardo                       |
| 2022 | Amores que engañan           | Elisa                                               |
| 2023 | Golpe de suerte              | Eva Montana                                         |
| 2024 | El Conde: Amor y honor       | Cayetana Carrá de Montenegro                        |

### Séries de televisão
| Ano  | Série                 | Personagem                              |
| ---- | --------------------- | --------------------------------------- |
| 2007 | Isla Paraíso          | Maite                                   |
| 2018 | Descontrol            | Ariadna Morelos                         |
| 2018 | Al otro lado del muro | Sofía Villavicencio / Alejandra Miranda |

### Filmes
| Ano  | Filme                               | Personagem      |
| ---- | ----------------------------------- | --------------- |
| 2006 | Soltera y sin compromiso            | Julia Maldonado |
| 2016 | Juan, el apóstol más amado          | María Magdalena |
| 2018 | Lo más sencillo es complicarlo todo | Susana          |

### Vídeos musicais
| Ano  | Título            | Interprete   | Álbum                    |
| ---- | ----------------- | ------------ | ------------------------ |
| 2011 | Poquito a poquito | Henry Santos | Introducing Henry Santos |

### Teatro
| Ano  | Obra                                        | Personagem         | Gênero  |
| ---- | ------------------------------------------- | ------------------ | ------- |
| 2009 | Orinoco                                     | —                  | Comédia |
| 2013 | Perfume de Gardenia                         | Gardenia Peralta   | Musical |
| 2015 | Hasta el fin del mundo... Cantaré           | Sofía Ripoll Bandy | Musical |
| 2016 | ¿Por qué los hombres aman a las cabronas?   | —                  | Comédia |
| 2018 | El Matrimonio Perjudica Seriamente la Salud | —                  | Comédia |

## Discografia
Em 2009, gravou um disco que inclui doze temas do gênero pop, entre eles as canções Tu forma de amar, Encadenada e La misma que te enamoró.

## Prêmios e Indicações
| Ano  | Prêmio                      | Resultado | Categoria                   | Telenovela             |
| ---- | --------------------------- | --------- | --------------------------- | ---------------------- |
| 2012 | Miami Life Awards           | Venceu    | Protagonista feminina       | Sacrificio de mujer    |
| 2013 | Premios Juventud            | Indicado  | Chica que me quita el sueño | Amores verdaderos      |
| 2013 | Premios People en Español   | Indicado  | Melhor vilã                 | Amores verdaderos      |
| 2014 | Premios Bravo               | Venceu    | Vilã mais destacada         | Amores verdaderos      |
| 2014 | Premios People en Español   | Indicado  | Melhor atriz                | Hasta el fin del mundo |
| 2014 | Premios People en Español   | Indicado  | Melhor química na televisão | Hasta el fin del mundo |
| 2014 | Prêmios TVyNovelas (México) | Venceu    | Melhor atriz antagônica     | Amores verdaderos      |
| 2014 | Prêmios TVyNovelas (México) | Venceu    | Vilã favorita               | Amores verdaderos      |
| 2014 | Prêmios TVyNovelas (México) | Indicado  | A mais bonita               | Amores verdaderos      |
| 2015 | Premios Juventud            | Indicado  | Protagonista favorita       | Hasta el fin del mundo |
| 2016 | Premios Juventud            | Indicado  | Protagonista favorita       | Hasta el fin del mundo |

### Outros reconhecimentos artísticos
| Ano  | Reconhecimento                                                          |
| ---- | ----------------------------------------------------------------------- |
| 2014 | Nomeada entre Los 50 más Bellos de People en Español 2014.              |
| 2015 | Plasmó sus huellas en la Plaza de las Estrellas de la Ciudad de México. |
| 2017 | Nomeada entre Los 50 más Bellos de People en Español 2017.              |
| 2018 | Nomeada entre Los 50 más Bellos de People em Español 2018.              |